# Antonín Holý
Antonín Holý (1. září 1936 Praha – 16. července 2012) byl český chemik a jeden z nejvýznamnějších českých přírodovědců 20. a 21. století. Zabýval se vývojem nových léků. Ve svém výzkumu se zaměřil zejména na studium nukleových kyselin a jejich analogů a věnoval se vývoji látek účinných proti virovým onemocněním. Je objevitelem nové skupiny léčiv, antivirotik, jimiž se léčí stovky milionů lidí po celém světě a využívají se při léčbě infekce virem HIV, při nemoci AIDS, virové hepatitidě typu B či oparech. Antonín Holý je autorem či spoluautorem více než 900 vědeckých publikací a držitelem 60 patentů. 

## Mládí a studia
Antonín Holý se narodil v roce 1936 v Praze, kde později studoval na gymnáziu v Karlíně. V letech 1954 až 1959 vystudoval s červeným diplomem organickou chemii na Matematicko-fyzikální fakultě Univerzity Karlovy v Praze. 

## Vědecká dráha
V letech 1960 až 1963 byl vědeckým aspirantem oboru organické chemie na Ústavu organické chemie a biochemie (ÚOCHB) ČSAV v Praze. V roce 1963 se stal vědeckým pracovníkem ÚOCHB, v roce 1967 vedoucím vědeckým pracovníkem, v roce 1983 vedoucím skupiny chemie nukleových kyselin a od roku 1987 stál v čele oddělení chemie nukleových kyselin. V letech 1994 až 2002 vykonával funkci ředitele ústavu. Habilitoval se v roce 2004 na Přírodovědecké fakultě Univerzity Palackého v Olomouci prací Acyklické nukleosidfosfonáty: představy a skutečnost a tamtéž byl v roce 2005 jmenován profesorem organické chemie.
Od roku 1976 spolupracoval na vývoji antivirových preparátů s Erikem De Clercqem z Katolické univerzity v belgické Lovani, který je spoluautorem patnácti Holého patentů. Podle databáze Web of Science byl Holý autorem nebo spoluautorem 604 publikací; jeho publikace měly 11 609 citací a Hirschův index 49 (ke dni 17. 7. 2012). O šest let později (ke dni 19. 7. 2018) to bylo již 768 publikací, 16 979 citací a Hirschův index 57. V lednu 2020 se ve všech databázích Web of Science jednalo o 975 prací, 20 131 citací a Hirschův index 60. Antonín Holý je zařazen ve Stanfordském celosvětovém seznamu 2 % nejcitovanějších vědců (za celou kariéru). Je autorem či spoluautorem 60 českých a zahraničních patentů.

## Vývoj léků
Prvním lékem vyvinutým na základě práce Holého týmu bylo antiherpetikum Duviragel, vyvinuté ÚOCHB a společností Léčiva. Do časově a nesmírně finančně náročného vývoje antiviriotik z látek vyvinutých Holého týmem se však nemohla pustit žádná společnost z ČSSR ani z Evropy. Vývoj tak začal v americké farmaceutické společnosti Bristol-Myers; později byl však zastaven jako neperspektivní.
Patenty v roce 1990 odkoupila malá americká společnost Gilead Sciences (tehdy měla okolo patnácti zaměstnanců), kam se přesunuli i někteří zaměstnanci Bristol-Myers, kteří považovali Holého látky za perspektivní.
V roce 1996 byl v USA a Evropské unii schválen pro léčení virového zánětu oční sítnice cidofovir (prodáván pod názvem Vistide), který působí i proti viru pásového oparu a viru pravých neštovic.
V roce 2001 byl k tlumení nemoci AIDS schválen tenofovir-disoproxil, prodávaný pod názvem Viread; v roce 2008 byl schválen i pro léčbu hepatitidy B. Dalším schváleným lékem měl být adefovir, prodávaný k tlumení nemoci AIDS pod názvem Preveon, ale schválen nebyl (1999), zejména kvůli vážným vedlejším účinkům. Vývoj látky však pokračoval a v roce 2002 byla schválena k léčbě hepatitidy B látka prodávaná pod názvem Hepsera. Kombinace tenofoviru s emtricitabinem pak byla v roce 2004 schválena k tlumení nemoci AIDS (prodávána pod názvem Truvada) a v roce 2012 i jako prevence nakažení virem HIV. Kombinace s látkou efavirenz byla v roce 2006 schválena k tlumení nemoci AIDS (prodávána pod názvem Atripla), v roce 2011 k témuž účelu kombinace tenofoviru, emtricitabinu a rilpivirinu (prodávána pod názvy Complera a Eviplera). Další látky jsou ve stadiu vývoje nebo klinických zkoušek.
Za licenční poplatky a patenty, které jsou výsledkem práce Antonína Holého a jeho týmu, získává ÚOCHB od společnosti Gilead téměř 2 mld. Kč ročně. V roce 2006 Gilead uzavřela s ÚOCHB smlouvu o zřízení nového společného výzkumného centra na výzkum nových látek, když k tomuto účelu ústavu věnuje ročně 1,1 milionu dolarů po dobu pěti let. V roce 2011 byla smlouva prodloužena o dalších pět let.

## Ocenění

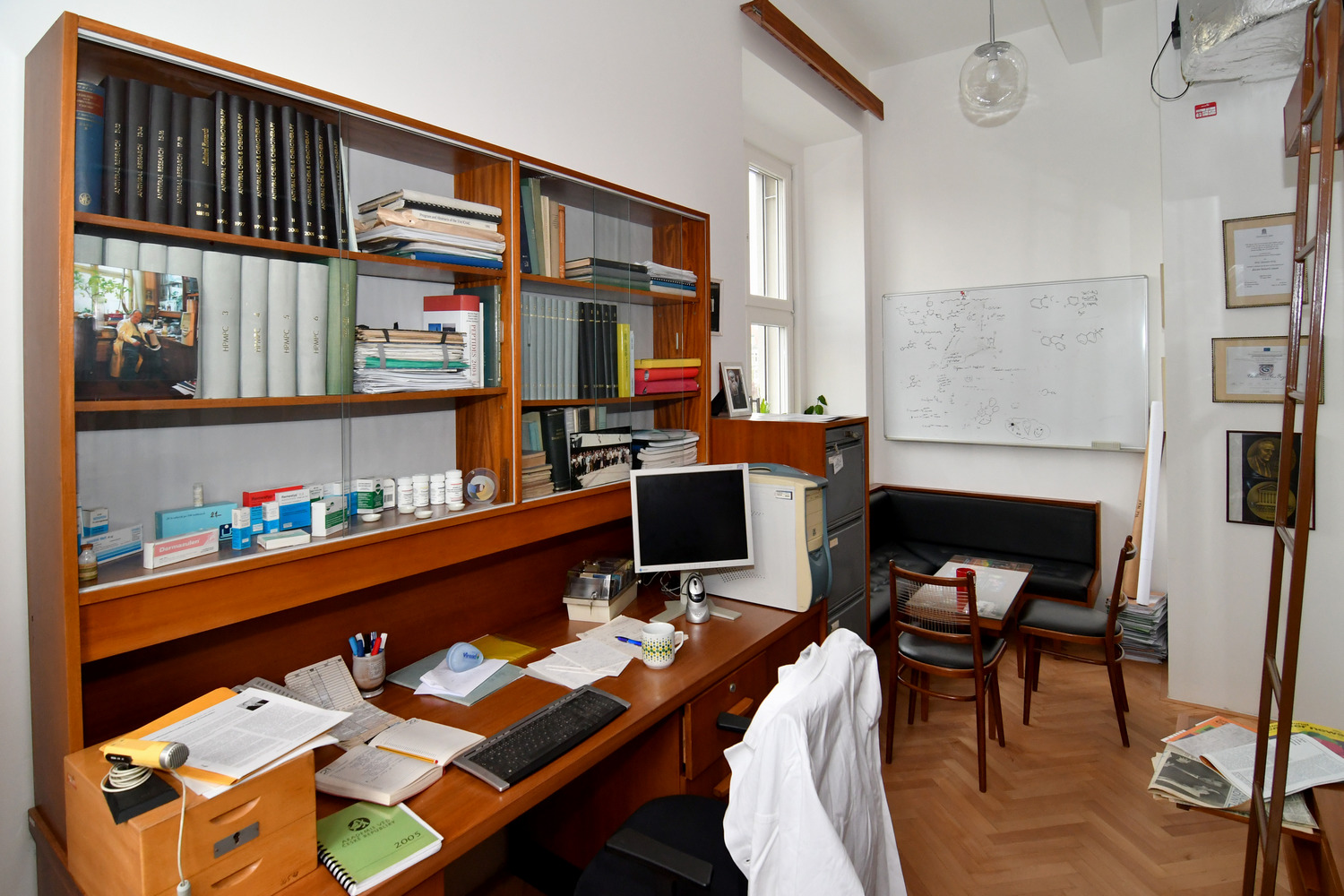
Pracovna Antonína Holého v moderní budově ÚOCHB

- 1984 Státní cena za chemii Acyklická analoga nukleosidů a nukleotidůBusta Antonína Holého v prostorách nejnovější budovy v areálu ÚOCHB

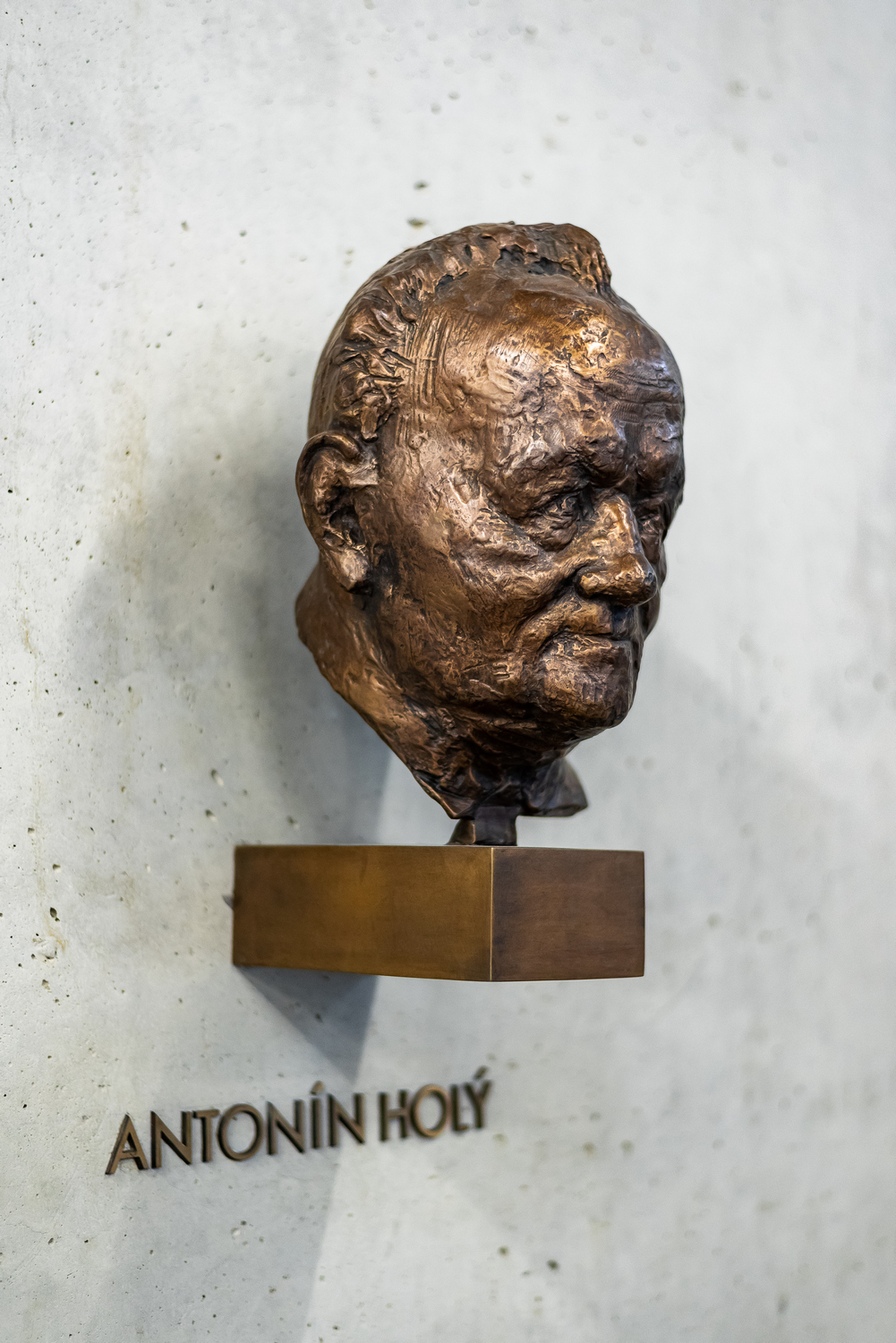
Busta Antonína Holého v prostorách nejnovější budovy v areálu ÚOCHB

- 1998 Hanušova medaile České společnosti chemické
- 1998 Čestný doktorát Univerzity Palackého v Olomouci
- 1999 Člen Učené společnosti ČR[12]
- 2001 Descartova cena Evropské unie
- 2002 Medaile prezidenta republiky Za zásluhy I. stupně
- 2003 Čestné členství v Rega Institute, Katolická univerzita v Lovani (Belgie)
- 2004 Cena Praemium Bohemiae
- 2005 Medaile AV ČR De scientia et humanitate optime meritis
- 2005 Medaile Za zásluhy Přírodovědecké fakulty UK v Praze
- 2005 Čestný doktorát Univerzity v Gentu (Belgie)
- 2006 Člen Evropské akademie věd a umění (Salcburk)
- 2006 Čestný doktorát Vysoké školy chemicko-technologické v Praze
- 2006 Čestná profesura Gilead Sciences Distinguished Chair v medicinální chemii
- 2007 Státní cena Česká hlava
- 2008 Čestná profesura Univerzity v Manchesteru
- 2009 Čestný doktorát Jihočeské univerzity v Českých Budějovicích
- 2011 Stříbrná pamětní medaile Senátu Parlamentu České republiky[13]
- 2012 Stříbrná medaile hlavního města Prahy[14]

## Památka
- Holého pracovna s jeho osobními předměty byla 3. května 2017 zpřístupněna veřejnosti jako jeho pamětní síň.[15]
- Dejvické divadlo připravilo inscenaci s názvem Elegance molekuly.[16][17] Vznik této hry finančně podpořil Nadační fond Neuron na podporu vědy.[18]
- Byla po něm pojmenována planetka 6692 Antonínholý